# Władimir Grendal
Władimir Dawydowicz Grendal (Gröndahl) (ros. Владимир Давыдович Грендаль; ur. 10 marca?/22 marca 1884 w Sveaborgu, zm. 16 listopada 1940 w Moskwie) – rosyjski i radziecki dowódca wojskowy, generał pułkownik Armii Czerwonej.

## Życiorys
Urodzony w szlacheckiej rodzinie szwedzkiego pochodzenia, w 1902 skończył pskowski korpus kadetów,  a w 1911 Michajłowską Akademię Artyleryjską, był kadrowym oficerem artylerii rosyjskiej armii. Brał udział w I wojnie światowej jako dowódca 1 morskiego batalionu artylerii ciężkiej. W 1917 w stopniu pułkownika dowodził obroną Rygi. W 1918 wstąpił do Armii Czerwonej, brał udział w wojnie domowej, był szefem szkoły artyleryjskiej Frontu Południowego, 1918-1919 inspektor artylerii Frontu Południowego, a w 1920 Frontu Południowo-Zachodniego. Walczył m.in. z Białymi wojskami Piotra Wrangla. Po zakończeniu wojny domowej był szefem artylerii Kijowskiego i Piotrogrodzkiego Okręgu Wojskowego, w 1923 został szefem Akademii Artylerii Armii Czerwonej. Na początku 1930 wraz z innymi inspektorami i dowódcami artylerii, członkami komitetów naukowych i pracownikami Akademii został aresztowany przez OGPU, jednak wkrótce go zwolniono (10 innych aresztowanych rozstrzelano, kilku innych skazano na więzienie). W 1932 został zastępcą inspektora artylerii, w 1935 mianowany komdiwem, czyli dowódcą dywizji, w latach 1935-1937 wykładał w Akademii Wojskowej im. Frunzego w Moskwie, 1939 otrzymał tytuł profesora nauk wojskowych. Od stycznia 1938 do śmierci w stopniu komkora, a od 16 stycznia 1940 komandarma II rangi (przemianowanego później na stopień generała pułkownika) był zastępcą szefa Głównego Dowództwa Artylerii Armii Czerwonej Grigorija Kulika. Brał udział w napaści ZSRR na Finlandię 1939-1940. W połowie czerwca 1940 wysłany do Odeskiego Okręgu Wojskowego w celu koordynacji przygotowań artylerii do aneksji Besarabii przez ZSRR. Zmarł na raka płuc i został pochowany na Cmentarzu Nowodziewiczym w Moskwie.

## Odznaczenia
- Order Lenina (1940 – za zasługi w wojnie z Finlandią)
- Order Czerwonego Sztandaru (za wojnę domową w Rosji)
- Order Czerwonej Gwiazdy
- Medal jubileuszowy „XX lat Robotniczo-Chłopskiej Armii Czerwonej”